# St.-Johannes-Kirche (Oberursel)

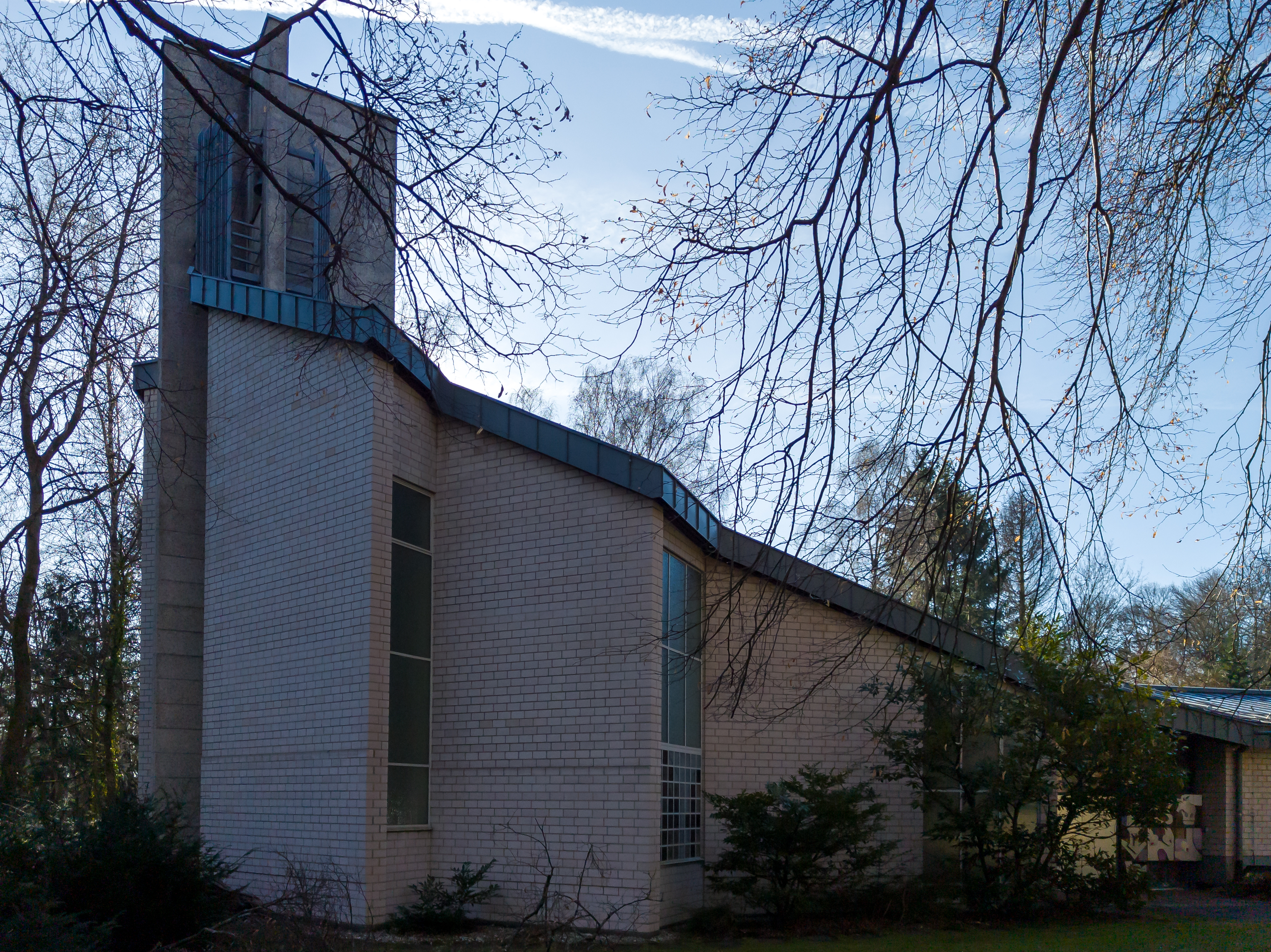
St. Johannes, Oberursel

Die St.-Johannes-Kirche auf Altkönigstraße 154 in Oberursel im Hochtaunuskreis ist die örtliche Gemeindekirche der Selbständigen Evangelisch-Lutherischen Kirche und gehört zum Kirchenbezirk Hessen-Süd. Das Gebäude wurde 1973/74 vom Architekten Martin Neddens errichtet. Es befindet sich unmittelbar neben der Lutherischen Theologischen Hochschule, an der die Pfarrer der Selbständigen Evangelisch-Lutherischen Kirche ihr Studium der Evangelischen Theologie absolvieren.
Die Wände des gesamten Kirchenraumes sind durch ein umlaufendes 1,5–2,0 m hohes Band aus z. T. farbigen Keramikkacheln, nach Entwürfen der Berliner Künstlerin Käthe Taras, etwas Besonders. Die Künstlerin hat auch den Altarraum ausgestaltet und das Portal, welches das Weltgericht zeigt, entworfen.
„Die Raumaufteilung des Gebäudekomplexes ergab sich nicht zuletzt auch aus den Erfordernissen eines vielfältigen Gemeindelebens, das Büros und verschiedene andere Räume nötig macht, aber auch aus wirtschaftlichen Gegebenheiten. So etwa der verhältnismäßig kleine Gottesdienstraum, der dadurch auch bei normalen Gottesdiensten gefüllt wirken soll, aber für größere Gottesdienste, zumal wegen der Verbindung mit der Theologischen Hochschule, mittels mehrerer Faltwände um den Gemeindesaal von 160 Sitzplätzen auf mehr als das Doppelte erweitert werden kann, für besonders große Gottesdienste durch Einbeziehen des z. T. überdachten Atriums auch auf wesentlich mehr.“

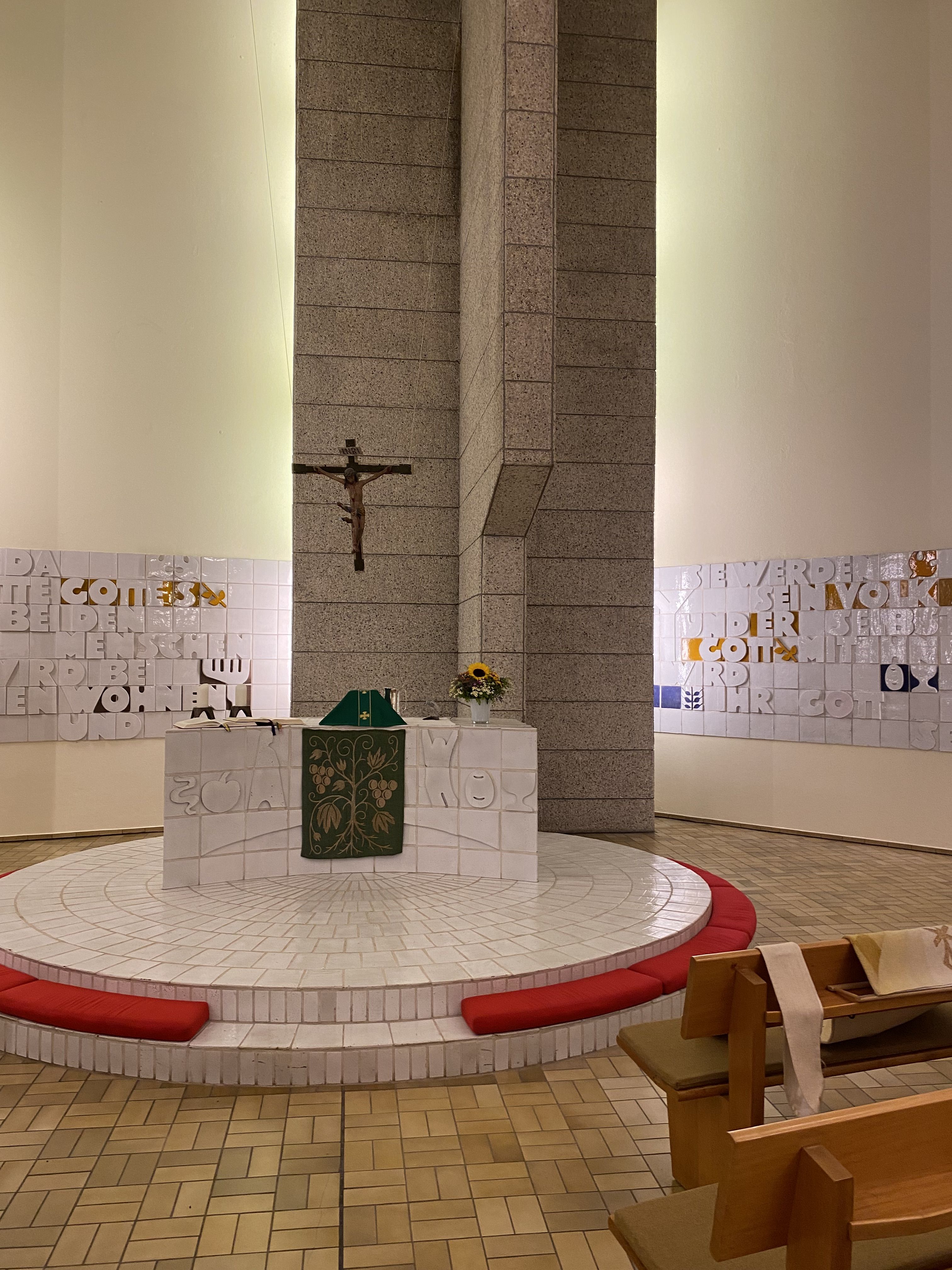
Altarraum
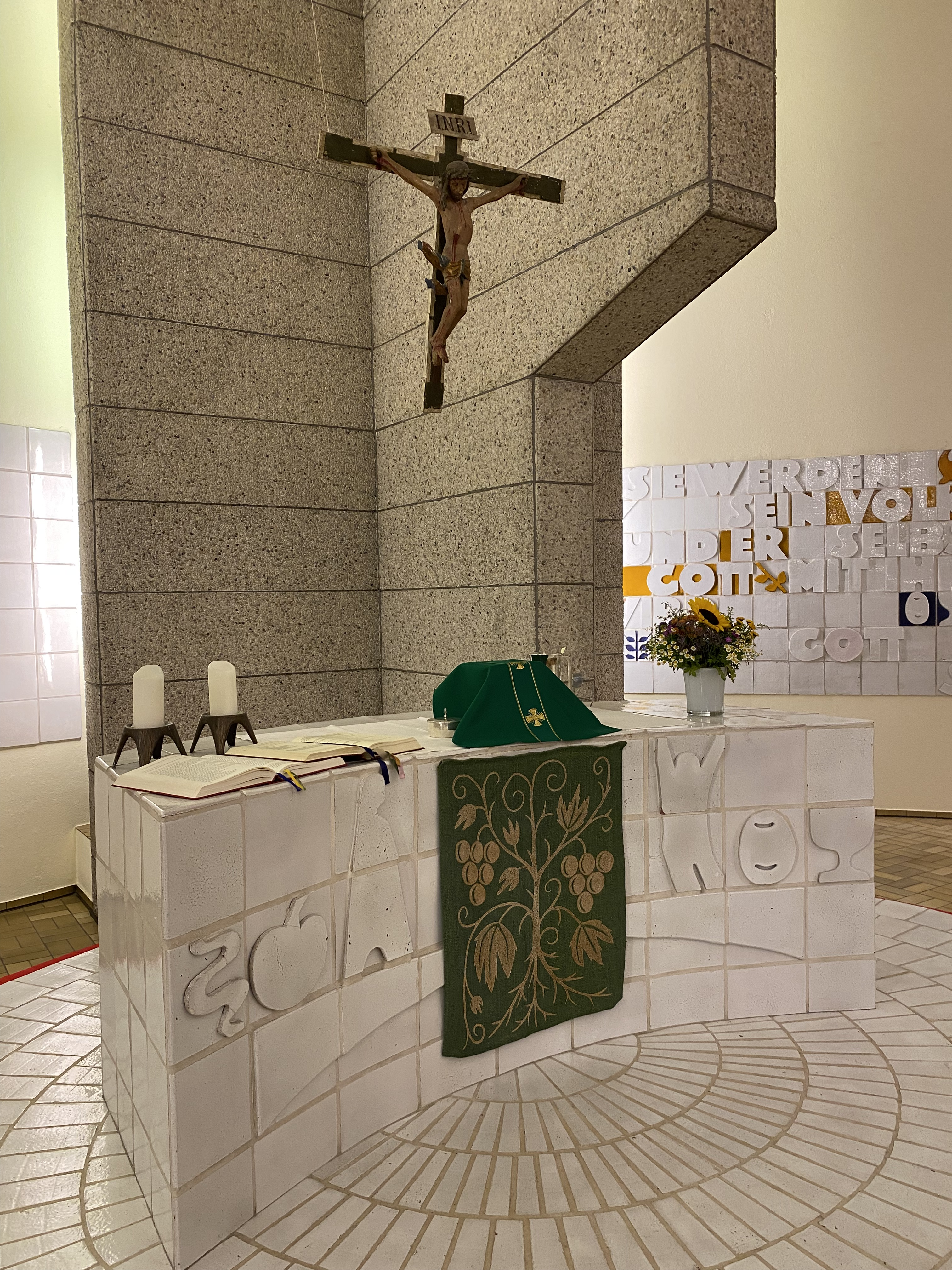
Altar
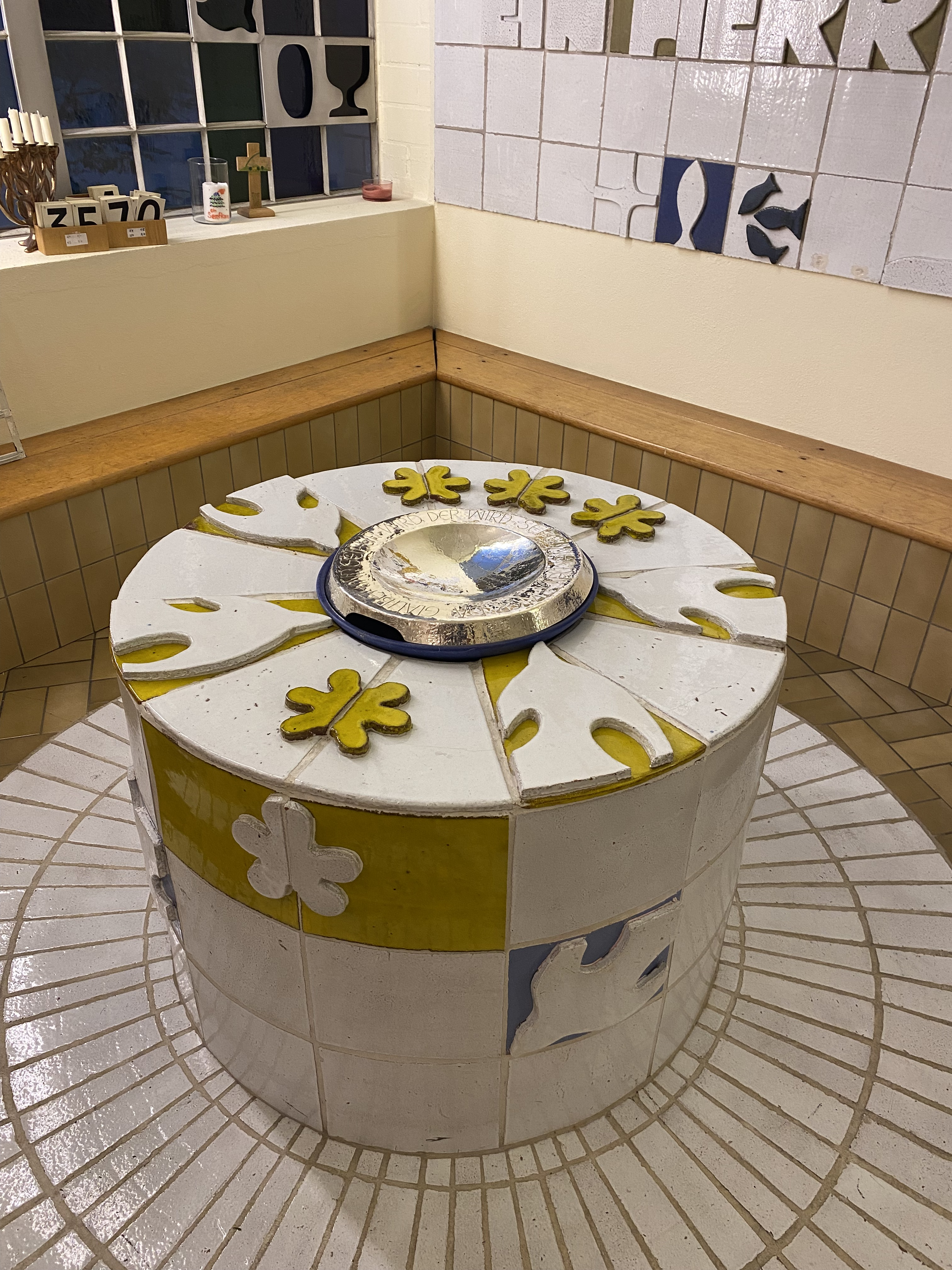
Taufbecken